# 도루묵아목

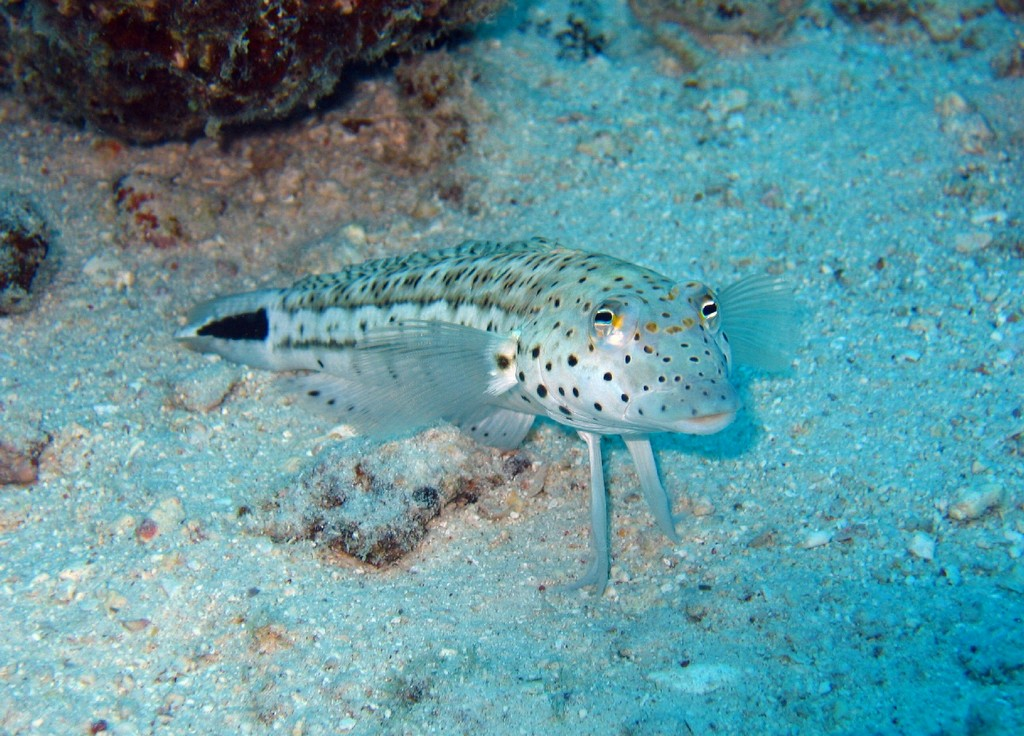

도루묵아목( - 亞目, Trachinoidei)은 농어목에 속했던 조기어류 분류군의 하나로 13개 과를 포함했다. 현재는 통구멍목과 고등어목, 주걱치목, 폴리디크티스목, 에우페르카리아류의 미분류 목 그리고 페르카목의 페르카아목과 둑중개아목 등으로 분류한다.

## 하위 분류
- 까나리과 (Ammodytidae) - 현재 통구멍목으로 분류.
- 악어치과 (Champsodontidae) - 현재 에우페르카리아류의 미분류 목으로 분류.
- 케이마리크티스과 (Cheimarrhichthyidae) - 현재 통구멍목으로 분류.
- 키아스모돈과 (Chiasmodontidae) - 현재 고등어목으로 분류.
- 크리디아과 (Creediidae) - 현재 주걱치목으로 분류.
- 렙토스코푸스과 (Leptoscopidae) - 현재 주걱치목으로 분류.
- 꼬리점눈퉁이과 (Percophidae) - 현재 주걱치목으로 분류.
- 폴리디크티스과 (Pholidichthyidae) - 현재 폴리디크티스목으로 분류.
- 양동미리과 (Pinguipedidae) - 현재 통구멍목으로 분류.
- 동미리과 (Trachinidae) - 현재, 페르카목 페르카아목으로 분류.
- 도루묵과 (Trichodontidae) - 현재, 페르카목 둑중개아목 둑중개하목으로 분류.
- 트리코노투스과 (Trichonotidae) - 현재 에우페르카리아류의 미분류 목으로 분류.
- 통구멍과 (Uranoscopidae) - 현재 통구멍목으로 분류.